# Maina-Stausee
Der Maina-Stausee (russisch Майнское водохранилище) nutzt zusammen mit dem zugehörigen Wasserkraftwerk Mainskaja (russisch Майнская ГЭС) die Wasserkraft des Jenissei auf seinem Weg durch das westliche Sajangebirge im südlichen Sibirien (Russland). Er liegt unmittelbar unterhalb des Sajano-Schuschensker Stausees und stellt die Stufe vor dem Krasnojarsker Stausee in der Wasserkraftkaskade des Jenissei dar. Der Stausee liegt auf der Grenze zwischen Chakassien (linkes Ufer) und der Region Krasnojarsk (rechtes Ufer).
Der Stausee wurde zwischen 1979 und 1987 zur Regulierung des Abflusses des weitaus größeren Sajano-Schuschensker Stausees durch LenHydroProject angelegt. Das Wasserkraftwerk Sajano-Schuschenskaja, das sich etwa 20 km flussaufwärts befindet, arbeitet im Lastfolgebetrieb und erzeugt daher tageszeitlich schwankende Abflussmengen. Dauerhafte Schwankungen des Wasserpegels in den flussabwärts gelegenen Siedlungen würden zu Unannehmlichkeiten führen. Daher dient der Maina-Stausee als Ausgleichsbecken für den intermittierenden Kraftwerksbetrieb, um so einen gleichmäßigeren Abfluss an den Unterlauf des Jenissei abzugeben. Zusätzlich wird die Ausbeute an elektrischer Energie durch das dort installierte Wasserkraftwerk erhöht.

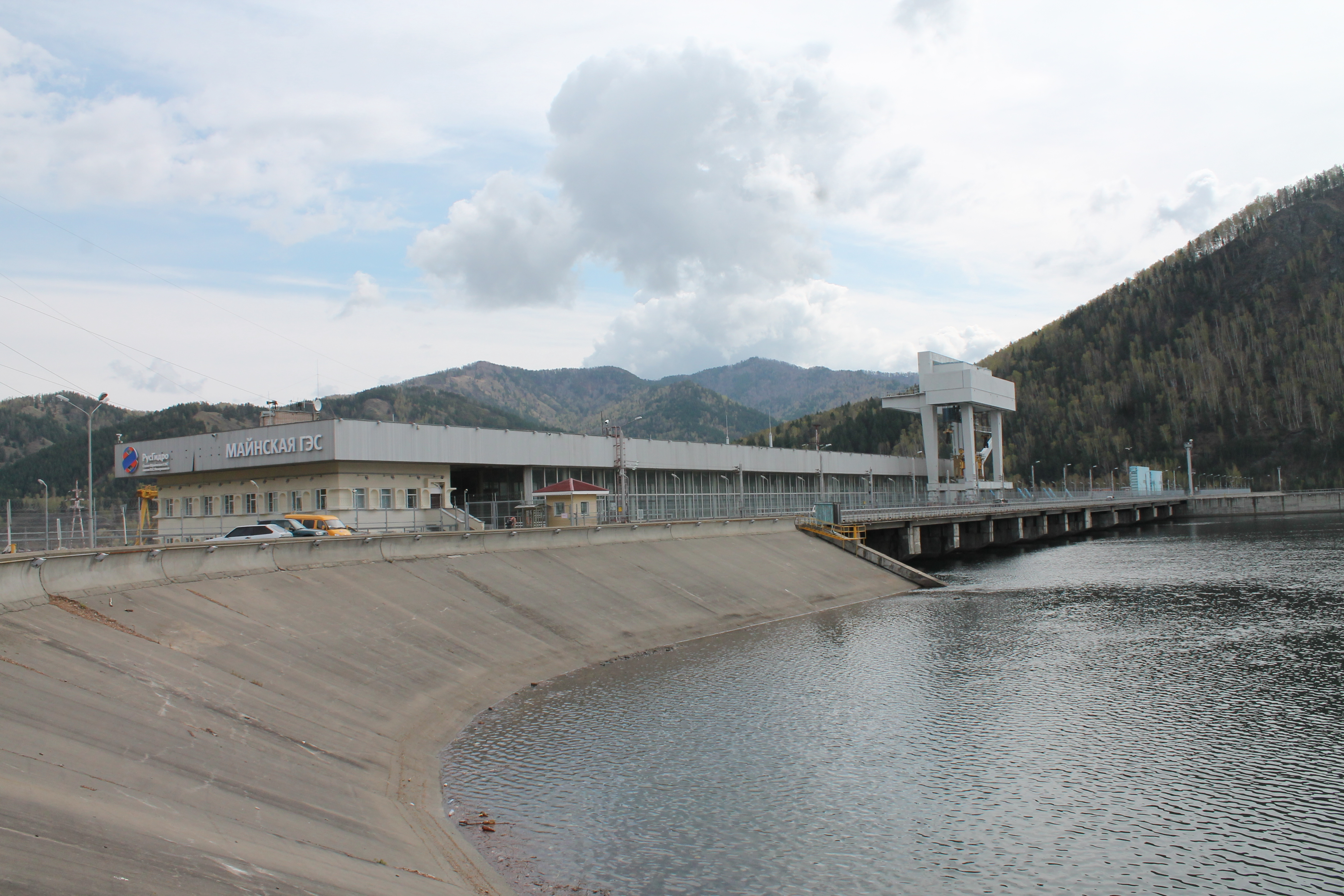
Absperrbauwerk des Maina-Stausees mit den Wasserkraftwerk und dem Einlaufbauwerk für die Turbinen und Entlastungswehre

Der See ist 21,5 km lang und durchschnittlich 0,5 km breit. Die durchschnittliche Wassertiefe beträgt 13 m, die maximale Stauhöhe 19,6 m. In den 750 Meter langen Erdschüttdamm mit einer Höhe von 26,5 m ist ein Wasserkraftwerk mit 3 Turbinen und einer installierten Gesamtleistung von 320 Megawatt integriert, dessen mittlere jährliche Stromproduktion 1,72 Milliarden kWh beträgt. 5 Überläufe sorgen für die Hochwasserentlastung.